# Orden espontáneo
El orden espontáneo es la aparición espontánea de orden del aparente caos a través de la autoorganización. También es una teoría social que describe la aparición de diversos tipos de orden social a partir de una combinación libre de personas interesadas en su propio bienestar y que no están intencionalmente tratando de crear orden. Los partidarios de la teoría tienden a pensar que el orden espontáneo es superior a cualquier tipo de objeto que pueda ser creado por un plan o diseño. Por tanto:
- En todo tipo de organización natural o artificial la interacción (de facto) es superior a la planificación (de iure), las operaciones con comandos sencillos son superiores a las de comandos complejos, y la autoorganización es superior a la organización con autoridad central.
- En los seres humanos el orden espontáneo se traduce como el orden que resulta libremente de la acción humana entre las personas, frente al desorden que surge forzadamente al ejecutar un diseño humano sobre las personas.

La evolución de la vida sobre la Tierra, el lenguaje humano, el derecho, las reglas de tránsito, la economía de mercado y el sistema de precios y dinero han sido propuestos como ejemplos clásicos de sistemas que se desarrollan a través de orden espontáneo por beneficio privado. Orden espontáneo también se utiliza como sinónimo de cualquier comportamiento emergente o autoorganizado del que el orden espontáneo por interés propio es sólo un ejemplo, experiencias de comportamientos emergentes serían las adhocracias, la división del trabajo, la autogestión empresarial, el software colaborativo (por ejemplo, Wikipedia), o las redes sociales.

## Historia de la teoría
Según Murray Rothbard, Chuang-tzu (369-286 a. C.) fue el primero en desarrollar la idea de orden espontáneo, antes de Pierre-Joseph Proudhon y Friedrich Hayek.
El taoísta Chuang-tzu dijo: "El buen orden resulta espontáneamente cuando se dejan las cosas a sí mismas". La posición de Proudhon era que la libertad es la condición previa para que se desarrolle el orden, de ahí su declaración, "La libertad no es la hija, sino la madre del orden."
Los pensadores de la Ilustración escocesa fueron los primeros en desarrollar e investigar seriamente en la idea del mercado como un "orden espontáneo" económico (el "resultado de la acción humana, pero no la ejecución de un diseño humano", como Adam Ferguson señaló). La escuela austriaca, dirigida por Carl Menger, Ludwig von Mises y Friedrich Hayek, más tarde define el concepto y lo usa como una pieza importante en su pensamiento social y económico.

## Ejemplos

### Mercados
Muchos defensores de la economía laissez-faire, como Friedrich von Hayek, han sostenido que las economías de mercado son creadoras de un orden espontáneo - "una asignación más eficiente de los recursos de la sociedad que cualquier diseño puede lograr."
  este orden espontáneo es un orden superior al que cualquier mente humana puede diseñar debido a los detalles de la información requerida. Los datos estadísticos centralizados no pueden transmitir esta información porque las estadísticas son creadas por resúmenes fuera de los pormenores de la situación. En una economía de mercado, el precio es la agregación de la información adquirida cuando las personas son libres de utilizar su conocimiento individual.

La civilización descansa en el hecho de que todos nos beneficiamos de un conocimiento que no poseemos. [...] Y una de las maneras en que la civilización nos ayuda a superar esa limitación en la extensión del conocimiento individual consiste en superar la ignorancia no mediante la adquisición de un mayor conocimiento, sino mediante la utilización del conocimiento que ya exista ampliamente disperso.
Friedrich Hayek. Derecho, legislación y libertad

El precio, a continuación, permite a cada uno acordar una mercancía o sus sustitutos para tomar decisiones sobre la base de más información que la que podrían adquirir personalmente (cálculo económico), información no estadísticamente trasmitible a una autoridad centralizada. La injerencia de una autoridad central sobre los precios tendrá  consecuencias que no podían prever, porque no saben de todos los datos en cuestión. Incluso pudiendo centralizar toda la información tal cosa generaría tantos gastos en procesarla que no se alcanzarían los recursos para tomar acciones con respecto a ella.[cita requerida]

El conocimiento económico del tipo que se contiene en los precios vive en el sistema, es generado por la libre acción de los múltiples actores y no puede convertirse en una serie de propuestas o premisas con que alimentar un aparato que resuelva todos los problemas
Roger Scruton

Esto se ilustra en el concepto de la mano invisible de Adam Smith que propuso en La riqueza de las naciones. Así, en este punto de vista, actuando en libertad los actores económicos pueden procesar más información -y actuar al respecto- que la que tiene posibilidad cualquier autoridad centralizada, se pueden entonces crear una sociedad eficiente a través de la libertad.[cita requerida]

Dicho de otro modo: si alguien puede incidir en el resultado de las interacciones sociales sin ser una parte legítima de ellas (propietario o contratista, técnicamente hablando) no estamos en un orden espontáneo. Estamos en un orden político. [...] No hay que confundir órdenes espontáneos con órdenes políticos. O hay violencia o es espontáneo. O es mercado o es política. O es mercado o es Estado. Son mutuamente excluyentes. [...] Entonces: Los líderes sí surgen de un orden espontáneo. Los Estados no. El sistema de competencia entre empresas sí surge de un orden espontáneo. Los jefes (en el sentido tribal) o reyes, no.
Juan Fernando Carpio, economista

Según Karl Popper es una maravillosa coincidencia que la libertad sea también lo más eficiente.

### Derecho consuetudinario
El Derecho es anterior a la existencia del Estado, y es un ejemplo de orden espontáneo. El caso del derecho consuetudinario es el más ejemplar al respecto ya que su conocimiento no depende de un legislador central o del conocimiento de unos pocos individuos, sino que ha de basarse en el precedente de acciones anteriores y en las expectativas asentadas.
Roger Scruton explica que las normas consuetudinarias no forman parte de plan de acción alguno, sino que emergen de la cooperación social.

[Son] los parámetros en los que la cooperación con los extraños para su mutuo beneficio se hace posible. Como en el mercado, el beneficio que confieren es en parte epistémico: proveen información que ha soportado el paso del tiempo, permitiendo la resolución de conflictos y el restablecimiento del equilibrio social haciendo frente a alteraciones locales.

### Teoría de juegos
El concepto de orden espontáneo está estrechamente relacionado con la moderna teoría de los juegos. Si se tienen reglas del juego comunes, sobre ellas cada quien puede obrar a su manera -incluso competir- y para sus propios fines y así se genera orden porque la gente busca lo mejor para sí y coopera en mantener las reglas del juego que se lo permiten; el ser humano sería un ente naturalmente cooperativo siempre que haya reciprocidad en el beneficio y en el cumplimiento de la reglas del juego. Ya en los años 40, el historiador Joahn Huizinga escribió que:

en el mito y ritual tienen su origen las grandes fuerzas instintivas de la vida civilizada: la ley y el orden, el comercio y el beneficio, la artesanía y el arte, la poesía, la sabiduría y la ciencia. Todas tienen sus raíces en el primitivo suelo del juego.

Siguiendo con esta idea, en su libro La fatal arrogancia, Hayek escribió que:

Un juego es, en efecto, un claro ejemplo de un proceso en que la obediencia a normas comunes por parte de elementos que persiguen objetivos diferentes e incluso conflictivos, da como resultado el orden general.

### Transparencia
La burbuja puntocom y de telecomunicaciones en los precios de las acciones en el decenio de 1990, que dio lugar a una serie de escándalos empresariales en los Estados Unidos en 2001 - 2003, llevó a muchos observadores a subrayar la importancia de la "transparencia" como condición para el desarrollo eficiente del orden espontáneo en el mundo financiero. La idea es que una sociedad no puede ser un cuadro negro en el que los inversores ponen dinero con la esperanza de retornos, sino que tienen que ser capaces de ver a través de la caja, en los libros y registros de su empresa. La política de transparencia actualmente tiene la facilidad de poder usar contabilidad en línea visible para el cliente.
Los defensores de la aplicación amplia de la noción de orden espontáneo han sostenido que los mencionados escándalos empresariales podrían haberse evitado a través de la supuesta autocorrección de las tendencias del sector privado. Este argumento se centra en las acciones de un organismo del sector privado, la Junta de Normas de Contabilidad Financiera (en inglés FASB), que advirtió contra ciertas prácticas que distorsionan los balances permitiendo una burbuja de precios de acciones. Ya en 1993, la FASB emitió una norma que habría exigido a las empresas contar con el valor de las opciones sobre acciones en sus libros como un gasto - una norma que por sí sola podría haber hecho una buena oferta a la todavía moderada formación de burbujas, de acuerdo a sus defensores. Sin embargo, cuando el Congreso de los EE. UU. celebró audiencias y la llamada más los contadores a la alfombra, la FASB se retractó de su iniciativa.
Según los defensores de la orden espontáneo, la iniciativa de FASB podría haber sido un buen ejemplo de orden espontáneo en la práctica, dando lugar a la autorregulación en el sector privado. Se critican las acciones del Congreso para garantizar un período no regulado de dinero fácil en algunas industrias, al tiempo que se garantiza un posible reventón de la burbuja y el consiguiente escándalo.

### El tao
El tao, como concepto, es un orden que unifica al hombre y la naturaleza. Según el tao, el cuerpo de hombres y mujeres refleja la naturaleza, por lo que el cuidarse a uno mismo crea el orden natural. Es decir, da una vida más larga, prosperidad individual y del círculo social más cercano. Para los taoístas el desorden es introducido en la naturaleza cuando los gobernantes intentan solucionar desde fuera el todo ―las vidas ajenas― por medio de ideas abstractas.
Al igual que en los otros ejemplos, el orden libre para el taoísmo ―la filosofía que instruye sobre el tao― proviene de la acción humana entre las vidas; en contradicción con el desorden planificado que proviene del diseño humano hacia las vidas de otros. Así el taoísmo integra de forma naturalista al individualismo y el holismo.

### La anarquía
Los anarquistas argumentan que el Estado es, de hecho, una creación artificial de la élite gobernante, y que el verdadero orden se desarrollaría espontáneamente si los gobiernos involuntarios fuesen eliminados. En opinión de los anarquistas, tal orden espontáneo implicaría la asociación y cooperación voluntaria de los individuos, formando automáticamente un modelo político de autogobierno.
Según el Diccionario de Sociología de Oxford, "la labor de muchos interaccionistas simbólicos es en gran medida compatible con la visión anarquista, ya que comparten la visión de la sociedad como orden espontáneo", es decir como resultado de las interacciones entre individuos.
Es de notar que el anarquismo -ideología política que propugna la anarquía como evolución y revolución social- basa sus postulados en una interpretación naturalista de los humanos (como son naturalmente en libertad o acción humana) y no historicista (los humanos como serían, obligándolos a un diseño humano), por ello contraponen la libertad negativa u orden voluntario de la anarquía a la ingeniería social de todas las ideologías estatistas.
Los anarquistas argumentan que la anarquía no implica anomia, o la ausencia total de normas, sino más bien una sociedad antiautoritaria que se basa en el orden espontáneo surgido de la libertad de los individuos que actúan por interés propio en grupos y comunidades autónomas de derecho privado, es decir, jurisdicción y ley voluntaria. Gran parte de los conceptos anarquistas se manejan bajo la lógica del orden espontáneo y el comportamiento emergente, principalmente los de ayuda mutua, asociación voluntaria, y acción directa o también los de estructura en red o policentrismo.

### Sobornost
El concepto de orden espontáneo, se refleja también en las obras de los movimientos eslavófilos en Rusia y en concreto las obras de Dostoievski. El concepto de una manifestación orgánica social expresado en Rusia bajo la idea de la sobornost. Sobornost también fue utilizado por Tolstoi como una base para el anarquismo cristiano, y analizado filosóficamente por el ateo Albert Camus como base para una ética política ajena a cualquier gobierno o partido político.
Lenin también explotó el concepto de sobornost como base para sus propias reformas. El concepto se utiliza para describir la fuerza unificadora detrás de los campesinos o sus comunas en la Rusia pre-soviética.

### Ateísmo
Ateos y naturalistas a menudo ven el orden espontáneo como el punto inherente de la precisión de "reloj" de los ecosistemas no cultivados y del propio universo, como máximo ejemplo de este fenómeno, mientras que creacionistas y deístas creen que estos intrincados arreglos no podrían haber surgido accidentalmente y debe haber sido elaborado por una conciencia divina o "relojero".
De todas formas, es común asociar la teoría del orden espontáneo y la autoorganización a la autorregulación de la naturaleza y el universo, que poseería en sí mismo todas sus leyes manifestadas en su habitualidad y la información se genera y es procesada por agentes interactivos (e.g. fractales), por lo tanto sin la necesidad de un ordenador central, autoridad divina o Dios omnipotente. Así en esta interpretación de la vida autoorganizada, la cuestión no sería si Dios existe o no, sino que sencillamente sería inútil o irrelevante que existiese (véase: Bright, Apateísmo).

## Crítica a la teoría del orden espontáneo
Una visión crítica de la propuesta del orden espontáneo se encuentra en el trabajo de James M. Buchanan. De acuerdo a ese autor, el principio del orden espontáneo “como aplicada a la economía de mercado (implica que) lo que surge es definido, por su propia emergencia, como siendo lo que es eficiente” lo que “implica, a su vez y apropiadamente, una política de no intervención”. Pero:
“Si esta lógica se extiende a las estructuras de las instituciones (incluyendo las leyes) que han emergido en algún proceso histórico, parece claro que la implicación es que ese conjunto que observamos necesariamente representa “eficiencia” institucional o estructural.... No hay espacio para que el economista político, o cualquier otro, que busca reformar las estructuras sociales, cambie las leyes y las reglas...”.
Nos veríamos entonces obligados a percibir el crecimiento del intervencionismo; del estado del bienestar, e incluso regímenes totalitarios como ejemplificando ese proceso, en la medida que esos fenómenos pueden ser vistos como emergiendo espontáneamente, como siendo el resultado no intencional de la acción humana. (en el mismo sentido que la aparición de la empresa capitalista, conglomerados, monopolios, etc, serían producto del orden espontáneo).
De acuerdo con Leonard P. Liggio esto resalta una ambivalencia en relación con la racionalidad interna del concepto. Si lo percibimos como una teoría "libre de valores" sigue que su utilidad política ―más allá de una aceptación de cualquiera sea la situación― depende de que se pueda asumir que se posee una visión del desarrollo histórico que la misma propuesta del orden espontáneo sugiere no se puede tener. La alternativa es sugerir que posee o implica un sistema de valores ético políticos, pero en tal caso la teoría sería sólo un "cifra" por el de la mano invisible.
Otro aspecto ―implícito en la posición de Buchanan― es más difícil para los practicantes de la percepción. Este aspecto está estrechamente ligado con lo anterior pero se relaciona con las sugerencias para la acción política que se puedan derivar de la propuesta: si es el caso que los resultados de la acción humana surgen imprevista y espontáneamente, sigue que cualquier acción ―incluyendo la no acción― puede tener resultados imprevistos. Pero si ese es el caso, no hay un criterio válido para diferenciar entre acciones (incluyendo el no actuar). Desde este punto de vista, cualquier propuesta es tan válida como cualquier otra, ya cualquiera dará resultados que no son necesariamente los calculados y deseados.
En la opinión de Liggio, ninguna de estas críticas es fatal para la teoría del orden espontáneo, pero resaltan problemas que deben ser resueltos. Esto es especialmente relevante para las propuestas acerca de cómo actuar: "Esto es decir, si queremos hacer uso de la idea del orden social espontáneo para dar formar o reformar las instituciones sociales a fin de hacer el mejor uso de las fuerzas espontáneas de la sociedad, necesitamos invocar un modelo teórico de la estructura social y de los procesos sociales que nos den alguna seguridad acerca del resultado de tales reformas. Con ese propósito, y contrario a algunas de las recomendaciones de Hayek pero de acuerdo con parte de su practica reciente, no podemos evitar adoptar una posición crítica racionalista hacia nuestras instituciones heredadas y los procesos históricos". (op. cit).